# Haubarkeitsertrag
Der Haubarkeitsertrag ist eine Messgröße in der Forstwirtschaft. Er wird in Festmeter angegeben und ergibt sich aus dem derzeitigen durchschnittlichen Holzvorrat je Hektar des Bestandes zuzüglich des laufenden Zuwachses innerhalb des halben Planungszeitraums (meist 5 Jahre).